# Sân vận động San Marino
Sân vận động Olympic Serravalle (tiếng Ý: Stadio Olimpico di Serravalle) là một sân vận động đa năng ở Serravalle, San Marino. Mở cửa lần đầu tiên vào năm 1969, sân hiện được sử dụng chủ yếu cho các trận đấu bóng đá. Đây là sân vận động quốc gia của San Marino.

## Tổng quan
Sân vận động Olympic cũng được câu lạc bộ bóng đá A.C. Juvenes/Dogana có trụ sở tại Serravalle sử dụng cho các trận đấu trên sân nhà tại giải vô địch quốc gia Ý, cho đến khi đội bóng rút lui để chỉ tập trung cho Giải vô địch Sammarinese. Sân vận động Olympic là sân vận động tất cả chỗ ngồi và có sức chứa tối đa là 6.664 người. Sân đã tổ chức các trận đấu với các đội tuyển như Anh, Tây Ban Nha, Đức, Hà Lan và Scotland.
Ba trận thua đậm nhất của đội tuyển bóng đá quốc gia San Marino trên sân vận động là kỷ lục 13–0 trước Đức vào tháng 9 năm 2006 và gần đây là 8–0 trước Anh và cùng tỷ số trước Ukraine, cả hai đều trong năm 2013. Chiến thắng duy nhất của đội tuyển quốc gia cũng là trên sân vận động này; đánh bại Liechtenstein 1–0 trong một trận đấu giao hữu vào năm 2004.
Các ghế trong sân vận động được bố trí ở hai khán đài dọc theo chiều dài của sân và sức chứa cao nhất từ trước đến nay là trong các trận đấu với Đức và Anh. 5.019 người chứng kiến họ thua Đức, và 4.952 người chứng kiến họ thua Anh.
Trận đấu quốc tế chính thức đầu tiên của San Marino, đó là trận thua 4–0 trước Thụy Sĩ, cũng được diễn ra tại đây.
Đây cũng là sân nhà của các đội trẻ của San Marino, một số đội có thành tích trên đấu trường quốc tế kém hơn đội cao hơn; mặc dù đội U-21 của họ đã giành chiến thắng sốc 1–0 trước đối thủ Wales vào năm 2013.
Vào năm 2014, đội tuyển bóng đá quốc gia San Marino đã giành được điểm đầu tiên tại vòng loại giải vô địch bóng đá châu Âu tại đây, trong trận hòa 0–0 với Estonia.
Sân đã tổ chức các trận đấu tại Giải vô địch bóng đá U-21 châu Âu 2019.
Trận chung kết cúp quốc nội San Marino, Coppa Titano, cũng được diễn ra ở đây mỗi năm.